# EGO Airways
EGO Airways S.p.A. è stata una compagnia aerea regionale italiana con sede e hub situati a Milano-Malpensa.

## Storia

Rete dei collegamenti EGO Airways.

La società fu fondata il 29 luglio 2019 e aveva come investitore principale il gruppo O.C.P. (Officine Cooperatori Piacentini), il cui vicepresidente fu nominato presidente di EGO Airways. O.C.P. Group è una società di investimenti fondata nel 1980 a Piacenza, che aveva l’obiettivo di sviluppare servizi di logistica e trasporti via terra.
Il 19 novembre 2020 EGO Airways ottenne il COA dall'ENAC e il 2 dicembre la società effettuò un primo volo sperimentale da Napoli ad Amsterdam. In seguito, la compagnia si concentrò sui voli charter e firmò un contratto con la società calcistica SSC Napoli per il trasporto della squadra in trasferta, con base presso l'aeroporto internazionale di Napoli.
EGO Airways pianificava di operare voli di linea nella stagione estiva 2021 con base presso l'aeroporto di Milano-Malpensa, collegando Forlì e Firenze con i moderni bireattori della famiglia Embraer E-190/E-195.
Tuttavia, nel dicembre 2021 la compagnia fu costretta a restituire il suo unico velivolo a German Airways a causa di conflitti contrattuali, fatto che comportò la sospensione di tutti i voli per mancanza di aeromobili. Il 4 gennaio 2022 l'ENAC sospese il certificato di operatore aereo.
Il 13 dicembre 2022 fu deliberata dagli azionisti la liquidazione della società.

## Destinazioni
Da marzo 2021 EGO Airways ebbe come destinazioni Bari-Palese, Catania-Fontanarossa, Firenze-Peretola, Forlì, Lamezia Terme e Parma. Dal 4 giugno dello stesso anno si aggiunsero Bergamo-Orio al Serio, Cagliari-Elmas e Roma-Fiumicino, per un totale di 10 destinazioni.

## Flotta
EGO Airways ha operato con un solo aereo: